# Bacurau-de-cauda-branca
Noitibó-de-cauda-branca ou bacurau-de-cauda-branca (nome científico: Hydropsalis cayennensis) é uma espécie de ave caprimulgiforme.
Pode ser encontrada em Aruba, Barbados, Brasil, Colômbia, Costa Rica, Equador, Guianas, Martinica, Antilhas Holandesas, Panamá, Suriname, Trinidad e Tobago e Venezuela.

## Subespécies
São reconhecidas seis subespécies:
- Hydropsalis cayennensis albicauda (Lawrence, 1875) - savana do sudeste da Costa Rica até o noroeste da Colômbia.
- Hydropsalis cayennensis aperta (Peters, JL, 1940) - oeste da Colômbia até o extremo norte do Equador.
- Hydropsalis cayennensis insularis (Richmond, 1902) - nordeste da Colômbia, noroeste da Venezuela, ilha Margarita e ilhas adjacentes.
- Hydropsalis cayennensis manati (Pinchon, 1963) - Martinica.
- Hydropsalis cayennensis leopetes (Jardine & Selby, 1830) - Trinidad, Tobago, ilhas Bocas e Pequena Tobago
- Hydropsalis cayennensis cayennensis (Gmelin, 1789) - leste da Colômbia até a Venezuela, Guianas e extremo norte do Brasil.